# سعيد أراق
سعيد أراق هو كاتب وروائي مغربي، وأستاذ باحث مهتم بالكتابة السردية والترجمة.

## سيرة ذاتية
ولد سعيد أراق في مدينة أكادير المغربية، وحصل على شهادة البكالوريا في الآداب العصرية، وعلى الإجازة في الآداب، في شعبة اللغة العربية وآدابها، من كلية الآداب في جامعة مولاي إسماعيل بمكناس سنة 1989م، وعلى دبلوم الدراسات المعمقة في الأدب المقارن من كلية الآداب في جامعة محمد الخامس بالرباط سنة 1991م، وعلى شهادة الأهلية التربوية للتعليم الثانوي من المدرسة العليا للأساتذة بمكناس سنة 1999م، وعلى دبلوم الماستر في علم النص وتحليل الخطاب.

## أعماله
صدر عنه العديد من الأعمال، من بينها:
- «الأنساق ومفعولات الخطاب - دراسات ومساءلات»، عن دار أسامة للنشر والتوزيع عام 2016م.
- «قضايا فكرية معاصرة - مشارف المعنى واللامعنى»، عن دار أسامة للنشر والتوزيع عام 2016م.
- «مسارات أدبية ونقدية ؛ الكائن الإنساني والممكن الأدبي»، عن دار أسامة للنشر والتوزيع عام 2017م.
- «المرأة في التمثلات الذكورية: أيديولوجيا الاستصغار والتنقيص»، عن نور عام 2017م.[4]

- «جدلية العلاقة والمسافة - مطارحات في الأدب واللغة والشعرية»، عن دار أسامة للنشر والتوزيع عام 2018م.
- «مرايا الفكر اللغوي الغربي»، عن دار أسامة للنشر والتوزيع عام 2018م.

## الجوائز
فاز سعيد أراق بالجائزة الثانية في مسابقة الرواية المغربية التي نظمتها دار الحرف للنشر والتوزيع سنة 2007م، وبالجائزة الثانية في مسابقة باكثير للتأليف المسرحي سنة 2008م، عن مسرحية الليلة الأبدية.